# Photosensibilité
 (mai 2025).

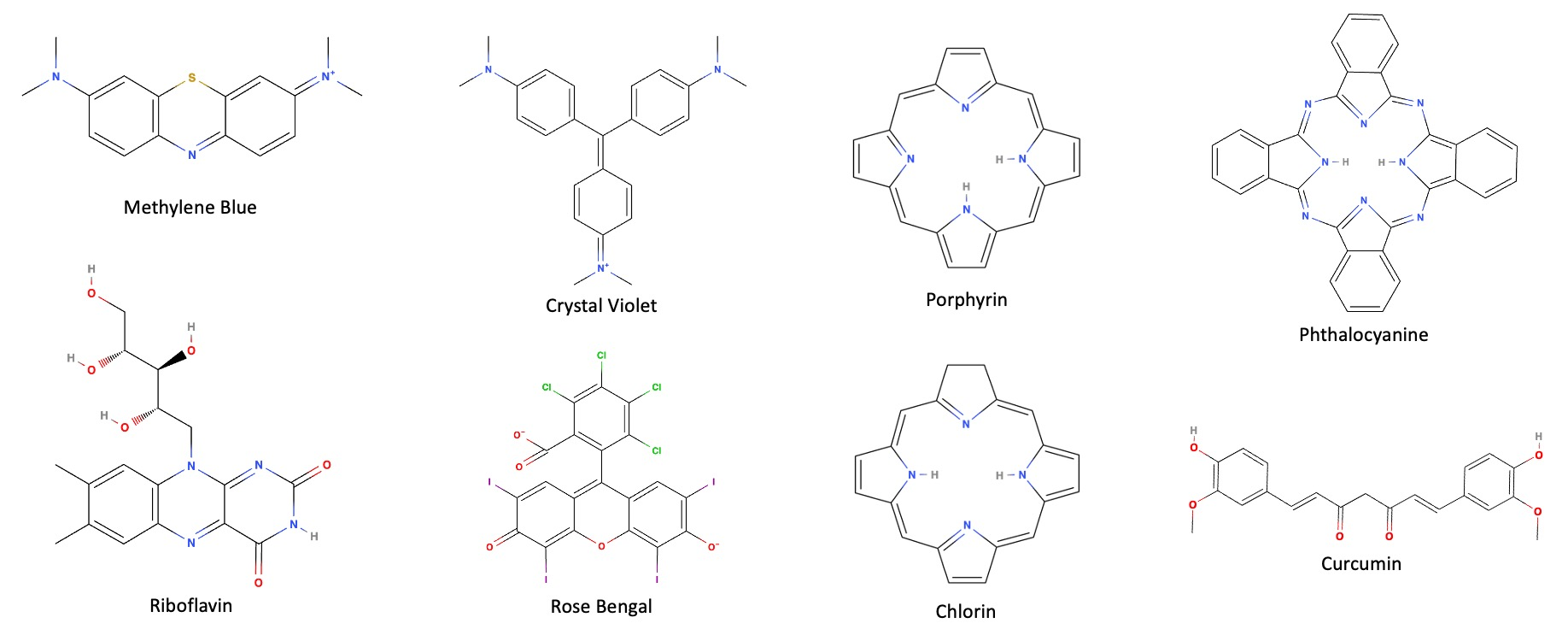
Formules topologiques moléculaires des photosensibilisateurs les plus utilisés pour la thérapie photodynamique antimicrobienne. Les exemples cités dans cette figure comprennent : le bleu de méthylène, le cristal violet, la porphyrine, la phtalocyanine, la riboflavine, le rose bengal, la chlorine et la curcumine.

La photosensibilité est la propriété de certains matériaux, certaines réactions chimiques ou organes à réagir à la lumière :
- Dans le domaine de la photochimie, la photosensibilité d'une réaction chimique traduit le rôle de la lumière dans son déclenchement ou sa modification ;
- Dans le domaine de la science des matériaux, la photosensibilité concerne les matériaux dont les propriétés changent à la suite d'une exposition à la lumière, comme les photopolymères ;
- Dans le domaine de la biologie, la photosensibilité est la capacité des photorécepteurs à recevoir de la lumière pour les transformer en messages électriques et les transmettre aux neurones par le nerf optique ;
- dans le domaine de la médecine, la sensibilité anormale de certains organes à la lumière (peau, yeux...).

## Médecine
Certaines maladies ou allergies sont déclenchées ou codéclenchées par l'exposition à la lumière naturelle ou artificielle, comme pour la dermatite actinique chronique. Les dermatologues parlent ainsi de photosensibilité rémanente ou de photosensibilité persistante.
D'autres maladies (par exemple, l'achromatopsie) entraînent une trop forte sensibilité visuelle à la lumière, appelée photophobie.
La photosensibilité peut déclencher des crises d'épilepsie, ou la survenue d'anomalies paroxystiques sur un électroencéphalogramme, lors de stimulations lumineuses, chez certaines personnes, notamment épileptiques.